# ليندا ديكسون
ليندا ديكسون (بالإنجليزية: Linda Dickson)‏ هي متسابقة يخت نيوزيلندية، ولدت في 3 مارس 1979.

## وصلات خارجية
- ليندا ديكسون على موقع أوليمبيديا (الإنجليزية)